# Trichopilia oicophyllax
Trichopilia oicophyllax là một loài thực vật có hoa trong họ Lan. Loài này được Rchb.f. miêu tả khoa học đầu tiên năm 1856.

## Hình ảnh

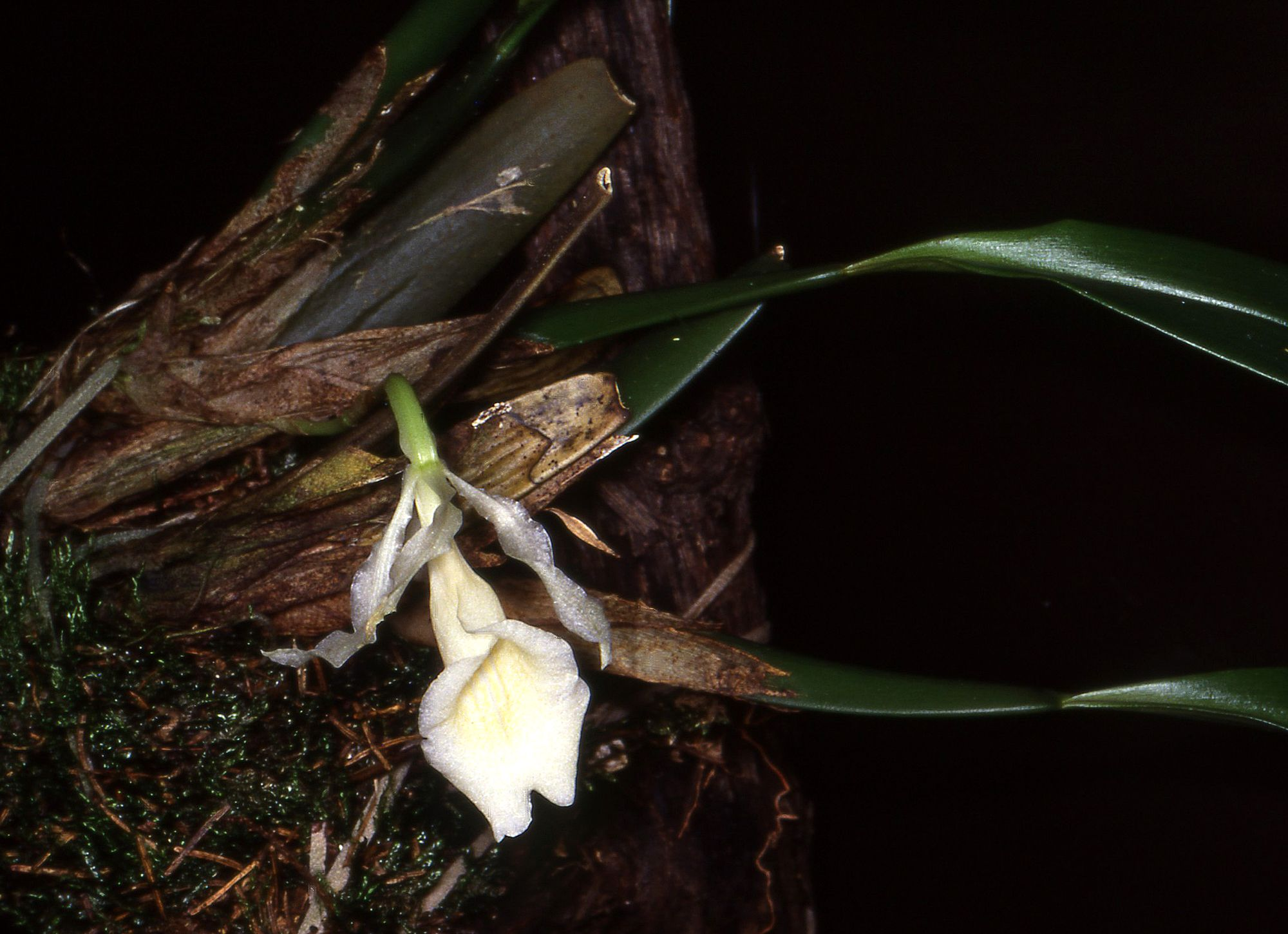
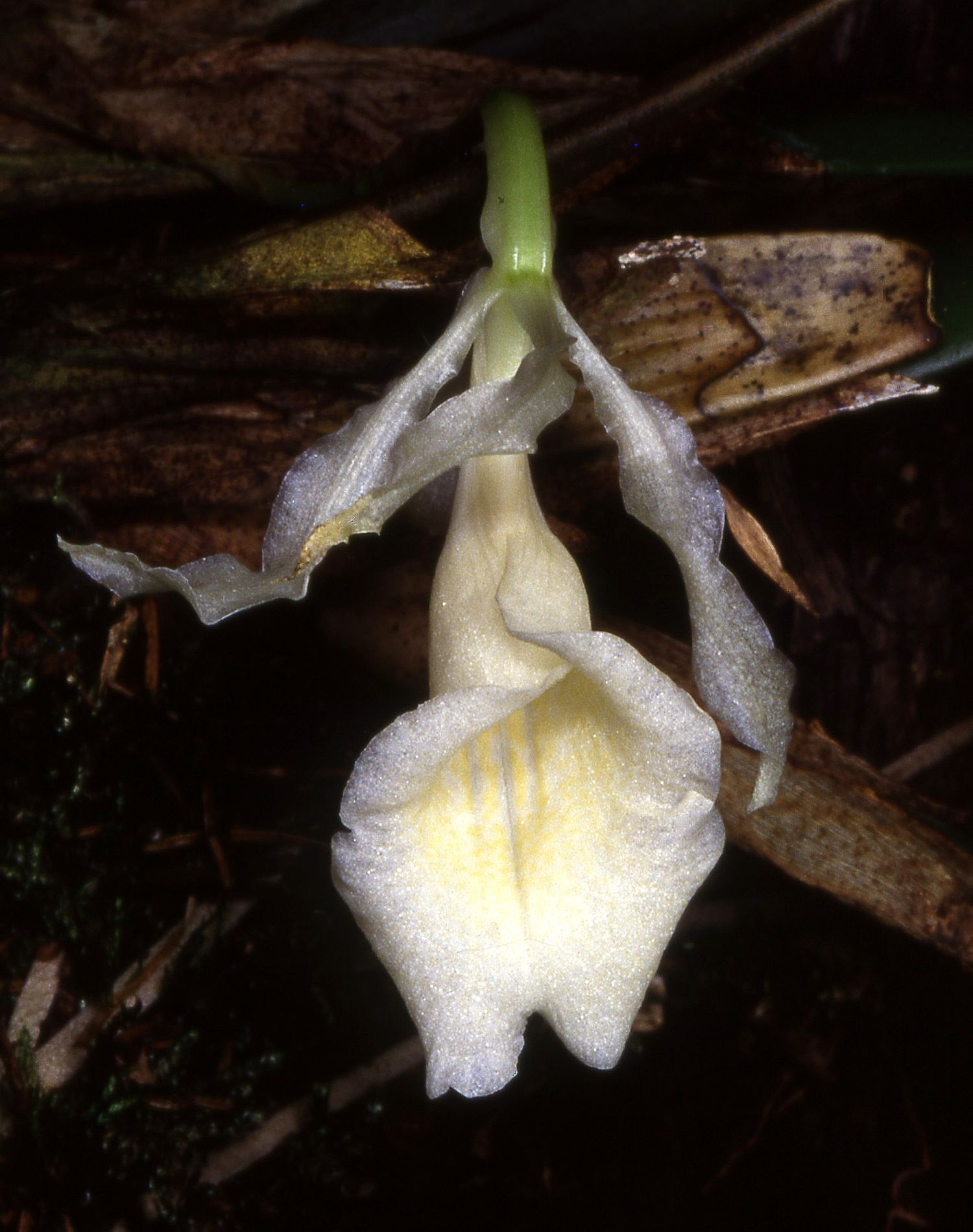